# رود آلن
رود آلن رودی است به River Arrow می‌ریزد. این رود از کشور بریتانیا می‌گذرد.